# Přítomnost, sdružení pro soudobou hudbu
Přítomnost, sdružení pro soudobou hudbu je český hudební spolek. Plný název společnosti byl Přítomnost, sdružení pro soudobou hudbu, ale používány byly i jiné varianty názvu s adjektivem „pro současnou hudbu“. Přítomnost byla sdružením sloužícím soudobé hudbě a jejímu provozování, a sdružovala tedy skladatele, kteří měli tvořit kmenový repertoár, dále reprodukční umělce, kteří se měli postarat o realizaci skladeb, a také hudební kritiky poskytující jednak zpětnou vazbu a současně možnost popularizace. 

## Historie
Společnost vznikla v roce 1924 sdružením několika menších společností, jakými byly Nezávislí, Svépomocný kruh Několik, Kruh přátel hudby Ostrčilovy a Odkaz. Ze skladatelských osobností, které ve dvacátých letech dvacátého století do Přítomnosti přišly ze spolku Nezávislí lze jmenovat Václava Kálika, Vladimíra Polívku, Josefa Stanislava, Karla Hanfa, nebo Bohumila Špidru. Ze sdružení Několik přišli Záboj Bláha-Mikeš, Jan Evangelista Zelinka. Jako nezávislé osobnosti pomáhali Přítomnost zakládat skladatelé jako Emil František Burian, Jindřich Hybler a Bohuslav Taraba.
Avantgardní hudba byla ale středem pozornosti sdružení až po příchodu Aloise Háby v roce 1934, který se záhy stal předsedou společnosti a byl jím do konce roku 1939. 
Od roku 1935 začala Přítomnost vydávat spolkový časopis Rytmus, tedy ten časopis, ve kterém na přelomu let 1939/40 vycházel na pokračování Busoniho Návrh nové estetiky hudební. V době Hábova příchodu sdružovala Přítomnost 61 komponistů. 
K významným funkcionářům a členům Přítomnosti v době Hábova předsednictví patřil zejména výjimečný dirigent Karel Ančerl a proavantgardně orientovaní skladatelé Emil František Burian, Vladimír Polívka, Karel Reiner, Vít Nejedlý (syn muzikologa Zdeňka Nejedlého), Josef Stanislav aj. Za války Přítomnost vstoupila do Unie českých hudebníků z povolání.
Další etapu dějin poznamenala druhá světová válka. V čele po tu dobu stáli Vladimír Polívka a Otakar Jeremiáš, členy výboru byli např. Jan Hanuš (skladatel), Iša Krejčí, Václav Holzknecht, Emil Hradecký, Karel Šrom.  Činnost musela být redukována na nezbytné minimum, mnozí členové byli odvlečeni do koncentračních táborů, kontakty s cizinou byly zpřetrhány, i samotného názvu „Přítomnost“ se museli členové vzdát.
Léta poválečná slibovala opětovný rozmach spolkové činnosti. Vedle předválečných osobností se ve vedení Přítomnosti v tomto čase objevují nová jména, jako například Jan F. Fischer, Ivo Jirásek, Karel Husa a další. Dochází sice k navázání na dříve utvořené mezinárodní kontakty, neslavně však tato etapa skončila v roce 1949 včleněním Přítomnosti do Svazu československých skladatelů.
V 50.–80. letech byla vynucené přestávka v činnosti Přítomnosti, tato byla obnovena až po roce 1989 prací generace skladatelů, kteří zažili ještě její poválečná léta. Na tomto místě lze jmenovat alespoň Jana Hanuše, Karla Reinera, Ivo Jiráska, Štěpána Luckého z té starší vlny, přibyli však i mladší, jako například Jindřich Feld, Zdeněk Šesták, Václav Riedlbauch, nebo Ivan Englich.